# Volrad Deneke
JF Volrad Deneke (8 de março de 1920 – 19 de setembro de 2006) foi um político alemão do Partido Democrático Liberal (FDP) e ex-membro do Bundestag alemão.

## Vida
Deneke foi membro do Bundestag alemão desde 26 de julho de 1963, quando sucedeu a Ernst Keller, já falecido, até 1965. Ele ingressou no parlamento através da lista do FDP do estados da Renânia do Norte-Vestfália.

## Literatura
Herbst, Ludolf; Jahn, Bruno (2002).  Vierhaus, ed. Biographisches Handbuch der Mitglieder des Deutschen Bundestages. 1949–2002 (em alemão). München: De Gruyter - De Gruyter Saur. 1715 páginas. ISBN 978-3-11-184511-1